# Thordisa pallida
Thordisa pallida is een slakkensoort uit de familie van de Discodorididae. De wetenschappelijke naam van de soort is voor het eerst geldig gepubliceerd in 1884 door Bergh.